# Russell William Thaw
Russell William Thaw (25 de octubre de 1910 - 6 de mayo de 1984) fue un actor infantil y piloto aeronáutico estadounidense. 

## Primeros años
Thaw fue el único hijo de la actriz y modelo Evelyn Nesbit. No está confirmado quién fue su padre biológico pero, legalmente, era hijo del primer esposo de su madre, Harry Kendall Thaw. La pareja saltó a la fama como consecuencia del asesinato del arquitecto Stanford White, antiguo amante de Nesbit, perpetrado por Thaw en el Madison Square Garden en 1906. 
Nacido en Berlín, Alemania, Russell William Thaw fue tratado de manera indiferente por el que él creía que era su padre. Harry K. Thaw nunca aceptó a Russell William como su hijo—lo cual era hasta cierto punto lógico, pues Russell nació cuatro años después de que Thaw fuera internado en el Matteawan State Hospital for the Criminally Insane. La madre de Thaw, que inicialmente afirmaba que Russell era hijo de Harry, finalmente admitió que no lo era, pero se negó a dar el nombre del padre biológico real.
Siendo niño, Russell Thaw actuó junto a su madre en al menos cinco filmes: Threads of Destiny (1918), Redemption (1917), Her Mistake (1918), The Woman Who Gave (1918), I Want to Forget (1918), y The Hidden Woman (1922).

## Carrera como piloto
Thaw participó en dos de las carreras transcontinentales para conseguir el Trofeo Bendix, instituido en 1931 y de carácter anual que premiaba los logros de la aviación de los Estados Unidos. Pilotando el modelo de Granville Brothers R-2 Super Sportster - P&W Wasp, se retiró de la carrera de 1933. Volando con el modelo Northrop Gamma de motor Wright Cyclone, quedó tercero en la carrera de 1935 entre Los Ángeles y Cleveland, por delante de Amelia Earhart, que fue quinta. 
El 10 de diciembre de 1935 tuvo un accidente en Atlanta, Georgia, cuando iba al rescate de Lincoln Ellsworth tras despegar de Caldwell, Nueva Jersey.
Durante la Segunda Guerra Mundial, Russell William Thaw fue uno de los más destacados pilotos estadounidenses, obteniendo cinco victorias, tres de ellas formando parte del 103 Squadron. También trabajó como piloto privado para la familia Guggenheim.

## Vida personal
El 17 de julio de 1936 se casó con Katherine Emily Roberts. Tras su boda, se mudaron a White Plains, Nueva York. Se separaron el 15 de marzo de 1939, y Katherine Thaw demandó a su marido por crueldad y "negativa a vivir con ella ".
Russell Thaw se casó nuevamente y tuvo tres hijos.
En sus últimos años trabajó como jefe de correos de una pequeña población de Connecticut.
Russell William Thaw falleció en 1984 en Santa Bárbara (California).